# 厳原中継局
厳原中継局（いずはらちゅうけいきょく）は、長崎県対馬市に設置されている同市内唯一のテレビ放送とFMラジオ放送の中継局である。

## 厳原テレビ・FM中継局

### 概要
NHKが中継局を開設した当初は福岡局からの電波が届いていたこともあり、それを受信して再送信し民放各局は佐世保から自営回線を設けて再送信していた。なお1990年にNHKも佐世保市→松浦市→壱岐市→対馬市の自営回線を設置し、長崎局の放送再送信に切り替えた。デジタルテレビ放送については最初から長崎県域の放送である。
なお、エフエム長崎とAMラジオ各局の中継局は設置されておらず、AMは長崎もしくは福岡からの電波を受信する。また対馬市CATVではエフエム長崎ではなくエフエム福岡が再送信されている。

### デジタルテレビ放送
| リモコン 番号 | 放送局名           | チャンネル 番号 | 空中線 電力 | ERP  | 偏波面   | 放送対象地域 | 放送区域 内世帯数 | 運用開始日     |
| ------------- | ------------------ | --------------- | ----------- | ---- | -------- | ------------ | ----------------- | -------------- |
| 1             | NHK 長崎総合       | 36              | 30W         | 630W | 垂直偏波 | 長崎県       | 約7,384世帯       | 2008年 12月1日 |
| 2             | NHK 長崎教育       | 49              | 30W         | 630W | 垂直偏波 | 全国         | 約7,384世帯       | 2008年 12月1日 |
| 3             | NBC 長崎放送       | 28              | 30W         | 340W | 垂直偏波 | 長崎県       | 約7,384世帯       | 2009年 4月1日  |
| 4             | NIB 長崎国際テレビ | 45              | 30W         | 340W | 垂直偏波 | 長崎県       | 約7,384世帯       | 2009年 4月1日  |
| 5             | ncc 長崎文化放送   | 52              | 30W         | 340W | 垂直偏波 | 長崎県       | 約7,384世帯       | 2009年 4月1日  |
| 8             | KTN テレビ長崎     | 20              | 30W         | 970W | 垂直偏波 | 長崎県       | 約7,384世帯       | 2009年 4月1日  |

- 所在地： 対馬市厳原町北里（権現山）
- 放送区域： 対馬市の一部
- NHKについては、2008年10月21日に予備免許が交付され、10月22日から信号を付加しない試験電波を発射。11月17日から試験放送を実施し、12月1日に本放送を開始した。また、民放局については、2009年2月26日に予備免許交付、3月5日に試験放送を開始し、4月1日に本放送を開始した。

### アナログテレビ放送
| チャンネル 番号 | 放送局名           | 空中線 電力       | ERP                   | 偏波面   | 放送対象地域 | 放送区域 内世帯数 | 運用開始日     |
| --------------- | ------------------ | ----------------- | --------------------- | -------- | ------------ | ----------------- | -------------- |
| 5               | NHK 長崎総合       | 映像300W/ 音声75W | 映像8.3kW/ 音声2.1kW  | 垂直偏波 | 長崎県       | 10,589世帯        | 1962年 9月1日  |
| 9               | NBC 長崎放送       | 映像300W/ 音声75W | 映像8.3kW/ 音声2.1kW  | 垂直偏波 | 長崎県       | 10,589世帯        | 1962年 8月30日 |
| 11              | NHK 長崎教育       | 映像300W/ 音声75W | 映像7.4kW/ 音声1.8kW  | 垂直偏波 | 全国         | 10,589世帯        | 1964年 1月21日 |
| 16              | NIB 長崎国際テレビ | 映像300W/ 音声75W | 映像11.5kW/ 音声2.9kW | 垂直偏波 | 長崎県       | 10,589世帯        | 1992年 1月17日 |
| 18              | ncc 長崎文化放送   | 映像300W/ 音声75W | 映像11.5kW/ 音声2.9kW | 垂直偏波 | 長崎県       | 10,589世帯        | 1990年 3月22日 |
| 22              | KTN テレビ長崎     | 映像300W/ 音声75W | 映像10.5kW/ 音声2.7kW | 垂直偏波 | 長崎県       | 10,589世帯        | 1977年 9月10日 |

- 所在地： デジタルテレビ放送に同じ
- 1990年、NHK長崎放送局が佐世保送信所→松浦市→壱岐→対馬間のFPU回線を整備し、福岡局からテレビ・FM中継局が移管された。
- 2011年7月24日をもってすべて廃止された。なお、NBCの中継局は「対馬中継局」という名称であった。

### FMラジオ放送
| 周波数  | 放送局名   | 空中線 電力 | ERP  | 偏波面   | 放送対象地域 | 放送区域 内世帯数 | 運用開始日    |
| ------- | ---------- | ----------- | ---- | -------- | ------------ | ----------------- | ------------- |
| 82.6MHz | NHK 長崎FM | 100W        | 810W | 垂直偏波 | 長崎県       | -                 | 1969年 3月1日 |

- 所在地： デジタルテレビ放送に同じ
- エフエム長崎の中継局は設置されていない。

## 対馬市内アナログテレビ中継局
対馬市はテレビ放送デジタル化の対応が遅れていたことに加え、市自ら全市域をカバーするケーブルテレビ網「対馬市CATV」を整備したことから、アナログ放送完全終了半年前となる2011年1月24日をもって、南厳原（みなみいずはら）、佐須奈（さすな）、対馬伊奈（つしまいな）、志多留（したる）、比田勝（ひたかつ）の5局が廃止された。ここでカバーできない市域は、市営ケーブルテレビの利用によりテレビ放送を視聴している。
| チャンネル 番号      | 放送局名           | 空中線 電力         | ERP                | 偏波面             | 放送対象地域       | 放送区域 内世帯数  | 運用開始日         |
| 南厳原テレビ中継局   | 南厳原テレビ中継局 | 南厳原テレビ中継局  | 南厳原テレビ中継局 | 南厳原テレビ中継局 | 南厳原テレビ中継局 | 南厳原テレビ中継局 | 南厳原テレビ中継局 |
| -------------------- | ------------------ | ------------------- | ------------------ | ------------------ | ------------------ | ------------------ | ------------------ |
| 46                   | NBC 長崎放送       | 映像3W/ 音声750mW   | -                  | 水平偏波           | 長崎県             | 584世帯            | 1991年 3月29日     |
| 52                   | NHK 長崎総合       | 映像3W/ 音声750mW   | -                  | 水平偏波           | 長崎県             | 584世帯            | 1974年 11月15日    |
| 54                   | NHK 長崎教育       | 映像3W/ 音声750mW   | -                  | 水平偏波           | 全国               | 584世帯            | 1974年 11月15日    |
| 60                   | KTN テレビ長崎     | 映像3W/ 音声750mW   | -                  | 水平偏波           | 長崎県             | 584世帯            | 1991年 3月29日     |
| 佐須奈テレビ中継局   |                    |                     |                    |                    |                    |                    |                    |
| 49                   | NBC 長崎放送       | 映像3W/ 音声750mW   | -                  | 水平偏波           | 長崎県             | 269世帯            | 1990年 3月29日     |
| 51                   | NHK 長崎教育       | 映像3W/ 音声750mW   | -                  | 水平偏波           | 全国               | 269世帯            | 1971年 3月25日     |
| 53                   | NHK 長崎総合       | 映像3W/ 音声750mW   | -                  | 水平偏波           | 長崎県             | 269世帯            | 1971年 3月25日     |
| 55                   | KTN テレビ長崎     | 映像3W/ 音声750mW   | -                  | 水平偏波           | 長崎県             | 269世帯            | 1990年 3月29日     |
| 対馬伊奈テレビ中継局 |                    |                     |                    |                    |                    |                    |                    |
| 40                   | NBC 長崎放送       | 映像3W/ 音声750mW   | -                  | 水平偏波           | 長崎県             | 109世帯            | 1982年 3月25日     |
| 42                   | KTN テレビ長崎     | 映像3W/ 音声750mW   | -                  | 水平偏波           | 長崎県             | 109世帯            | 1982年 3月25日     |
| 46                   | NHK 長崎総合       | 映像3W/ 音声750mW   | -                  | 水平偏波           | 長崎県             | 109世帯            | 1977年 12月16日    |
| 48                   | NHK 長崎教育       | 映像3W/ 音声750mW   | -                  | 水平偏波           | 全国               | 109世帯            | 1977年 12月16日    |
| 志多留テレビ中継局   |                    |                     |                    |                    |                    |                    |                    |
| 56                   | KTN テレビ長崎     | 映像100mW/ 音声25mW | -                  | 水平偏波           | 長崎県             | 67世帯             | 1982年 3月25日     |
| 58                   | NBC 長崎放送       | 映像100mW/ 音声25mW | -                  | 水平偏波           | 長崎県             | 67世帯             | 1982年 3月25日     |
| 60                   | NHK 長崎総合       | 映像100mW/ 音声25mW | -                  | 水平偏波           | 長崎県             | 67世帯             | 1977年 12月16日    |
| 62                   | NHK 長崎教育       | 映像100mW/ 音声25mW | -                  | 水平偏波           | 全国               | 67世帯             | 1977年 12月16日    |
| 比田勝テレビ中継局   |                    |                     |                    |                    |                    |                    |                    |
| 43                   | NHK 長崎総合       | 映像3W/ 音声750mW   | -                  | 水平偏波           | 長崎県             | 677世帯            | 1973年 9月28日     |
| 45                   | NHK 長崎教育       | 映像3W/ 音声750mW   | -                  | 水平偏波           | 全国               | 677世帯            | 1973年 9月28日     |